# Rhynchobatus djiddensis
A Rhynchobatus djiddensis a porcos halak (Chondrichthyes) osztályának a Rhinopristiformes rendjébe, ezen belül a Rhinidae családjába tartozó faj.

## Előfordulása

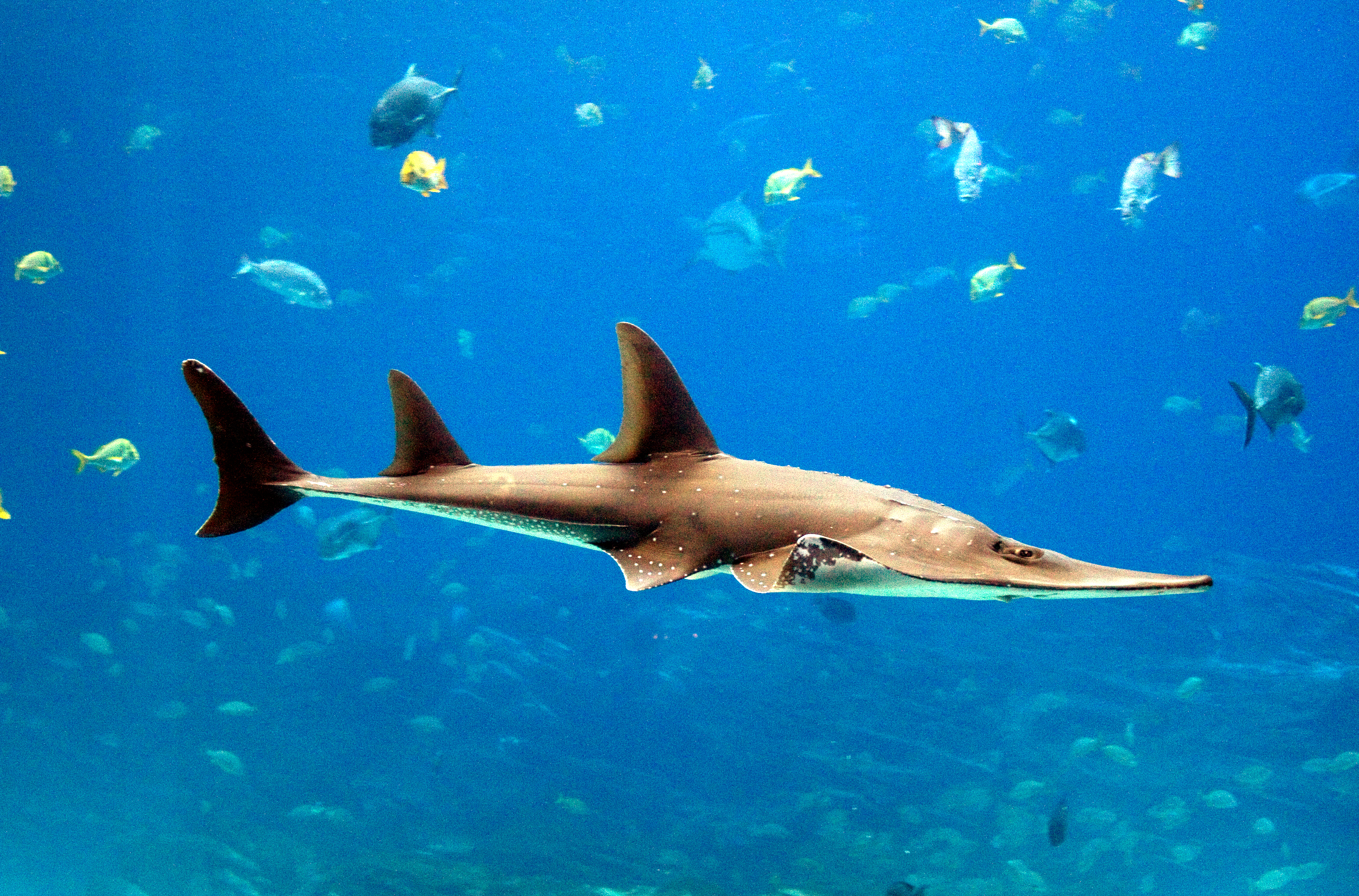
A háti része barnás olajzöld

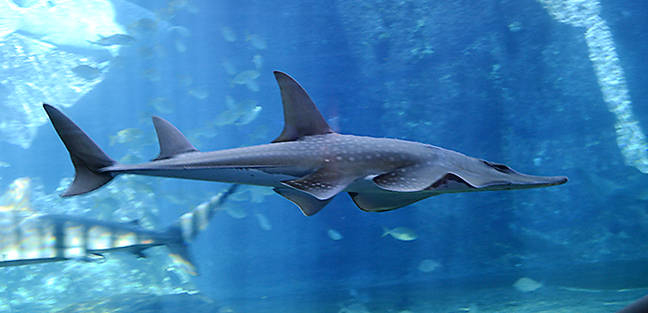
fehér pontozással

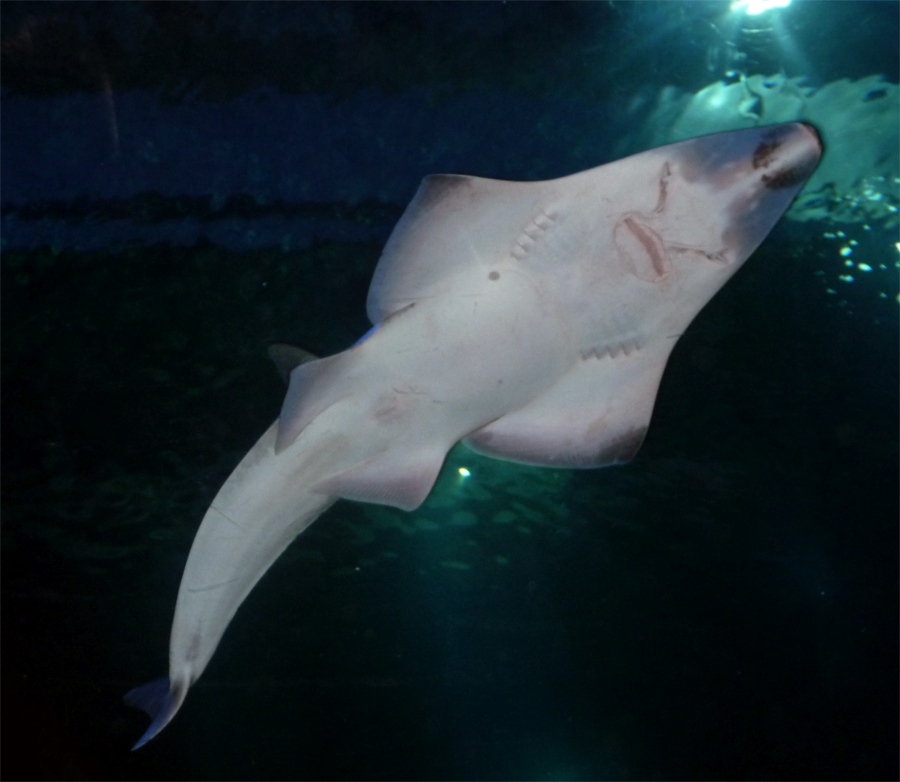
A hasi része fehér

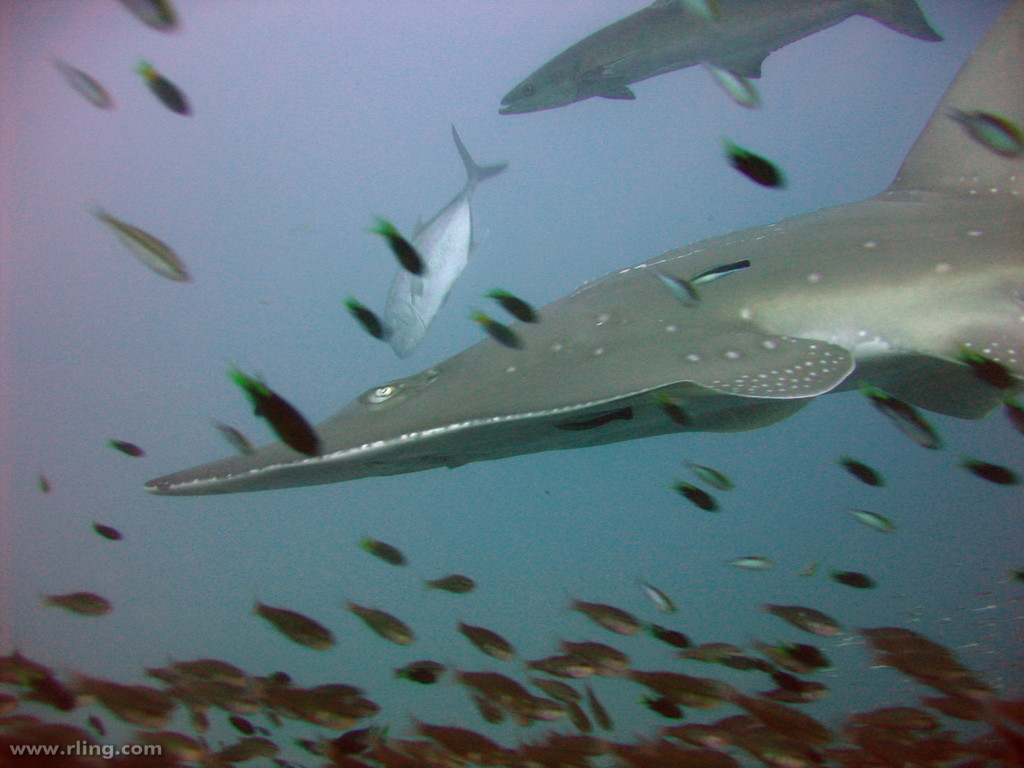
A pofája megnyúlt és lapos

A Rhynchobatus djiddensis főleg az Indiai-óceán nyugati felének a trópusi részein, valamint a Vörös-tengerben fordul elő. Ezt a porcos halat gyakran összetévesztik az Indiai-óceán északi és keleti részein élő rokon fajokkal.

## Megjelenése
Ez a porcos hal legfeljebb 310 centiméter hosszú; 177 centiméteresen már felnőttnek számít. A testtömege akár 227 kilogramm is lehet. A nemén belül a nagyobb méretű fajokhoz tartozik. A mellúszóinak a tövén nagy fekete foltok láthatók. A szemei között fekete kereszt alakú folt van. Testének háti részét kis, fehér pontokból álló sorok mintázzák. A pofája kihegyesedik. Farokúszójának alsó nyúlványa rövid. Háti része olajzöld, hasi része fehér. A szája kicsi; benne lapos utcakövezetszerű fogak ülnek.

## Életmódja
Trópusi és tengeri hal, amely a korallzátonyok közelében él 1-75 méteres mélységek között. Olykor a folyótorkolatokba is beúszik. Tápláléka rövidfarkú rákok, languszták, kagylók, kisebb csontos halak és kalmárok. Néha a csalikról is lopkod.

## Szaporodása
Ál-elevenszülő (ovovivipar) porcos hal. Miután a kis ráják felélték a szikzacskóik „sárgáját”, a szikzacskók az emlősök méhlepényéhez hasonló burokká alakulnak át. Ebben az anyaállat nyálkával, zsírral vagy fehérjével táplálja kicsinyeit. Egy alomban 4 kis rája van. A kis ráják nyáron jönnek a világra; születésükkor körülbelül 43-60 centiméteresek.

## Felhasználása
A Rhynchobatus djiddensist ipari mértékben halásszák. A nagy pörölycápa (Sphyrna mokarran) mellett ez a Rhinidae-faj a leghalászottabb az Indiai-óceán délnyugati részén, emiatt a Természetvédelmi Világszövetség (IUCN) sebezhető fajként tartja számon. Húsa ízletes; az úszóinak az ázsiai halpiacokon nagy a kereslete. A sporthorgászok és a városi akváriumok egyaránt kedvelik.